# Burning Flags
Burning Flags var ett av bidragen i Melodifestivalen 2013. Låten framfördes av Cookies 'N' Beans och skrevs av Fredrik Kempe.

## Melodifestivalen 2013
19 november 2012 blev det känt att Cookies 'N' Beans skulle delta med "Burning Flags" i den första semifinalen i Melodifestivalen 2013. Bidraget kom på tredje plats i Karlskrona och tog sig vidare till andra chansen i Karlstad men inte till finalen.

## Listplaceringar
| Lista (2013) | Topplacering |
| ------------ | ------------ |
| Sverige      | 56           |